# Lisa Mensink
Lisa Mensink (Winnipeg, 6 maart 1977) is een Canadees-Nederlandse triatlete. Aanvankelijk kwam zij op internationale wedstrijden uit voor Canada, maar sinds 2007 komt ze uit voor Nederland. Ze blink ook uit in de aquatlon getuige haar bronzen medaille op het wereldkampioenschap in 2009.

## Biografie
Mensink kwalificeerde zich pas op 6 juli 2008 voor de Olympische Spelen van 2008 in Peking door tiende te worden bij de ITU wereldbekerwedstrijd in Hamburg, nadat zij eerder een nominatie had verworven in Zuid-Korea. Op de Spelen van Peking raakte ze iets achterop bij het zwemmen en maakte bij het fietsen onderdeel uit van een achtervolgende kopgroep. Lange tijd lag ze op een 25e plaats, maar bij het ingaan van de laatste fietsronde verloor een van haar tegenstanders de macht over het stuur. Mensink kon haar voorgangster niet meer kon ontwijken en vloog over de kop. Ze finishte de wedstrijd uiteindelijk op een 45e plaats. "Op pure adrenaline ben ik weer op de fiets gestapt, maar al vrij gauw begon ik er behoorlijk last van te krijgen. Ik heb echt veel pijn. Ik wilde deze wedstrijd hoe dan ook uitlopen. Al was het maar voor mijn familie die op de tribune zit." Het goud ging naar de Australische Emma Snowsill, die ruim elf minuten eerder binnen was dan Mensink.
Mensink woont in Calgary en heeft bachelor-graden in geologie en milieuwetenschappen.

## Palmares

### triatlon
- 2007:  Lavaman triatlon in Waikoloa - 2:08.17
- 2007: 31e ITU wereldbekerwedstrijd in Mooloolaba
- 2007:  NK in Stein - 2:07.46
- 2007: 22e EK olympische afstand in Kopenhagen - 2:07.55
- 2007: DNF WK olympische afstand in Hamburg
- 2007: DNF ITU wereldbekerwedstrijd in Peking
- 2007:  Triatlon van Kellowna - 2:04.07
- 2008: 9e ITU wereldbekerwedstrijd in Tongyeong - 1:51.27
- 2008: 10e ITU wereldbekerwedstrijd in Hamburg - 2:00.36
- 2008: 28e WK olympische afstand in Vancouver - 2:05.57
- 2008: 45e Olympische Spelen van Peking - 2:10.18,98
- 2009: 6e EK team relay mixed in Holten - 1:48.03
- 2009: 10e EK olympische afstand in Holten - 1:57.46
- 2009: 23e WK olympische afstand in Washington - 2:06.08
- 2010:  NK olympische afstand in Holten - 2:04.15
- 2011: 37e WK sprintafstand in Lausanne - 1:02.15
- 2012: 135e WK olympische afstand - 83p

### aquatlon
- 2009:  WK in Gold Coast